# Valerianella chenopodifolia
Valerianella chenopodifolia là một loài thực vật có hoa trong họ Kim ngân. Loài này được (Pursh) DC. miêu tả khoa học đầu tiên năm 1830.